# Burelles
Burelles es una comuna francesa, situada en el departamento de Aisne, de la región de Alta Francia.

## Demografía
| 208 | 199 | 175 | 171 | 182 | 154 | 150 | 129 |
| Para los censos de 1962 a 1999 la población legal corresponde a la población sin duplicidades (Fuente: INSEE [Consultar]) |     |     |     |     |     |     |     |